# Canotaj la Jocurile Olimpice de vară din 1992

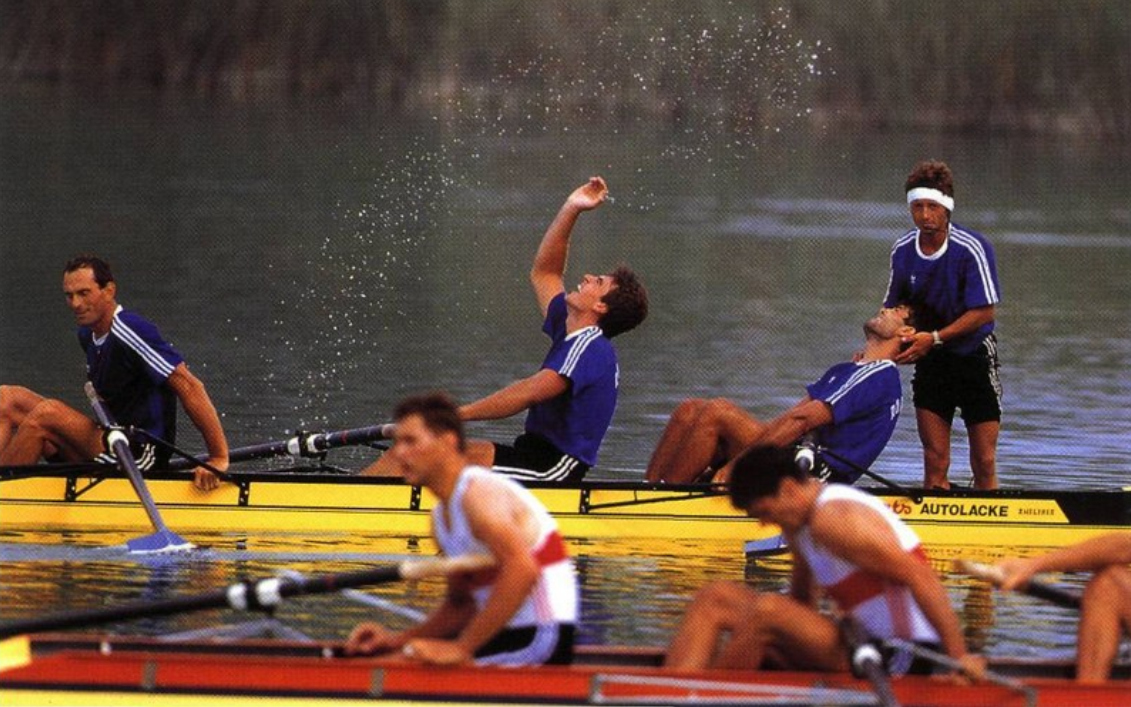
Barca României de patru rame cu cârmaci a câștigat medalia de aur

Probele sportive de canotaj la Jocurile Olimpice de vară din 1992 s-au desfășurat în perioada 27 iulie – 2 august 1992 la Lago de Bañolas.

## Rezultate

### Masculin
| Probă                           | Aur | Argint | Bronz |
| Simplu vâsle detalii            | Thomas Lange · Germania (GER) | Václav Chalupa · Cehoslovacia (TCH) | Kajetan Broniewski · Polonia (POL) |
| Dublu vâsle detalii             | Peter Antonie Stephen Hawkins (AUS) | Arnold Jonke Christoph Zerbst (AUT) | Nico Rienks Henk-Jan Zwolle (NED) |
| Patru vâsle detalii             | Germania (GER) · Andreas Hajek · Michael Steinbach · Stephan Volkert · André Willms                                                                                    | Norvegia (NOR) · Kjetil Undset · Per Sætersdal · Lars Bjønness · Rolf Thorsen                                                                                       | Italia (ITA) · Alessandro Corona · Gianluca Farina · Rossano Galtarossa · Filippo Soffici                                                                                    |
| Dublu rame fără cârmaci detalii | Matthew Pinsent Steve Redgrave (GBR) | Colin von Ettingshausen Peter Hoeltzenbein (GER) | Iztok Čop Denis Žvegelj (SLO) |
| Dublu rame cu cârmaci detalii   | Marea Britanie (GBR) · Garry Herbert (c) · Greg Searle · Jonny Searle                                                                                                  | Italia (ITA) · Giuseppe Di Capua (c) · Carmine Abbagnale · Giuseppe Abbagnale                                                                                       | România (ROM) · Dumitru Răducanu (c) · Dimitrie Popescu · Nicolae Țaga |
| Patru rame fără cârmaci detalii | Australia (AUS) · Andrew Cooper · Nick Green · Mike McKay · James Tomkins                                                                                              | Statele Unite ale Americii (USA) · Jeffrey McLaughlin · William Burden · Thomas Bohrer · Patrick Manning                                                            | Slovenia (SLO) · Milan Janša · Sadik Mujkič · Sašo Mirjanič · Janez Klemenčič                                                                                                |
| Patru rame cu cârmaci detalii   | România (ROM) · Viorel Talapan · Iulică Ruican · Dimitrie Popescu · Nicolae Țaga · Dumitru Răducanu (c)                                                                | Germania (GER) · Uwe Kellner · Ralf Brudel · Thoralf Peters · Karsten Finger · Hendrik Reiher (c)                                                                   | Polonia (POL) · Jacek Streich · Wojciech Jankowski · Tomasz Tomiak · Maciej Łasicki · Michał Cieślak (c)                                                                     |
| Opt rame cu cârmaci detalii     | Canada (CAN) · John Wallace · Bruce Robertson · Michael Forgeron · Darren Barber · Robert Marland · Michael Rascher · Andrew Crosby · Derek Porter · Terrence Paul (c) | România (ROM) · Ioan Vizitiu · Dănuț Dobre · Gabriel Marin · Iulică Ruican · Viorel Talapan · Vasile Năstase · Valentin Robu · Vasile Măstăcan · Marin Gheorghe (c) | Germania (GER) · Frank Richter · Thorsten Streppelhoff · Detlef Kirchhoff · Armin Eichholz · Bahne Rabe · Hans Sennewald · Ansgar Wessling · Roland Baar · Manfred Klein (c) |

### Feminin
| Probă                           | Aur | Argint | Bronz |
| Simplu vâsle detalii            | Elisabeta Lipă · România (ROU) | Annelies Bredael · Belgia (BEL) | Silken Laumann · Canada (CAN) |
| Dublu vâsle detalii             | Kerstin Köppen Kathrin Boron (GER) | Veronica Cochela Elisabeta Lipă (ROU) | Gu Xiaoli Lu Huali (CHN) |
| Patru vâsle detalii             | Germania (GER) · Sybille Schmidt · Birgit Peter · Kerstin Müller · Kristina Mundt                                                                                             | România (ROM) · Anișoara Dobre · Doina Ignat · Constanța Burcică · Veronica Cochela                                                                                       | Echipa Unificată (EUN) · Antonina Zelikovici · Tetiana Ustiujanina · Ekaterina Karsten · Elena Hlopțeva                                                                                |
| Dublu rame detalii              | Kathleen Heddle Marnie McBean (CAN) | Ingeburg Schwerzmann Stefani Werremeier (GER) | Stephanie Pierson Anna Seaton (USA) |
| Patru rame fără cârmaci detalii | Canada (CAN) · Kirsten Barnes · Jessica Monroe · Brenda Taylor · Kay Worthington                                                                                              | Statele Unite ale Americii (USA) · Shelagh Donohoe · Cynthia Eckert · Carol Feeney · Amy Fuller                                                                           | Germania (GER) · Antje Frank · Annette Hohn · Gabriele Mehl · Birte Siech |
| Opt rame cu cârmaci detalii     | Canada (CAN) · Kirsten Barnes · Shannon Crawford · Megan Delehanty · Kathleen Heddle · Marnie McBean · Jessica Monroe · Brenda Taylor · Lesley Thompson (c) · Kay Worthington | România (ROM) · Viorica Neculai · Adriana Bazon · Maria Pădurariu · Iulia Bulie · Doina Robu · Victoria Lepădatu · Doina Șnep-Bălan · Elena Georgescu (c) · Ioana Olteanu | Germania (GER) · Sylvia Dördelmann · Kathrin Haacker · Christiane Harzendorf · Daniela Neunast (c) · Cerstin Petersmann · Dana Pyritz · Annegret Strauch · Ute Wagner · Judith Zeidler |

## Clasament pe medalii
| Loc   | Țară                       | Aur | Argint | Bronz | Total |
| ----- | -------------------------- | --- | ------ | ----- | ----- |
| 1     | Germania                   | 4   | 3      | 3     | 10    |
| 2     | Canada                     | 4   | –      | 1     | 5     |
| 3     | România                    | 2   | 4      | 1     | 7     |
| 4     | Australia                  | 2   | –      | –     | 2     |
| 4     | Marea Britanie             | 2   | –      | –     | 2     |
| 6     | Statele Unite ale Americii | –   | 2      | 1     | 3     |
| 7     | Italia                     | –   | 1      | 1     | 3     |
| 8     | Belgia                     | –   | 1      | –     | 1     |
| 8     | Norvegia                   | –   | 1      | –     | 1     |
| 8     | Austria                    | –   | 1      | –     | 1     |
| 8     | Cehoslovacia               | –   | 1      | –     | 1     |
| 12    | Polonia                    | –   | –      | 2     | 2     |
| 12    | Slovenia                   | –   | –      | 2     | 2     |
| 14    | China                      | –   | –      | 1     | 1     |
| 14    | Olanda                     | –   | –      | 1     | 1     |
| 14    | Echipa Unificată           | –   | –      | 1     | 1     |
| Total | Total                      | 14  | 14     | 14    | 42    |